# Hillshire Brands
Hillshire Brands é uma empresa americana de alimentos fundada em 29 de junho de 2012, após a Sara Lee Corporation ter sido dividida em duas empresas sucessoras e a Hillshire Brands foi uma delas,a companhia é dona de marcas de alimentos famosas nos Estados Unidos como a Jimmy Dean de Salsichas e a Ball Park Franks de Cachorro-quente e Hamburger, a marca Sara Lee também é usada em vários de seus produtos,a sede da empresa fica na cidade de Chicago nos Estados Unidos
A empresa é uma processadora e fabricante de vários tipos de carnes embaladas e produtos de panificação congelados para os mercados de varejo e serviços de fast food.
Em 2013 74% das vendas da empresa foram para empresas de varejo enquanto somente 26% foram para serviços de fast food.
Em abril de 2014 adquiriu a  Van's Natural Foods por US$ 165 milhões, a Van's Natural Foods é uma empresa americana que produz alimentos naturais e sem gluten.
A Tyson Foods adquiriu 100% da Hillshire Brands em junho de 2014 por 7,7 bilhões de dólares, apesar da compra, a Hillshire Brands continuara funcionando como uma subsidiária da Tyson Foods. A Tyson completou a aquisição no final de agosto de 2014.

## Marcas da Hillshire Brands
- Jimmy Dean
- Ball Park,
- Hillshire Farm
- State Fair
- Aidells
- Gallo Salame
- Sara Lee Desserts
- Golden Island Premium Jerkey
- Bistro Collection
- Chef Pierre
- Rudy's Farm
- Briar Street
- Kaha's
- Sara Lee Deli